# Xinghu Taidi
Xinghu Taidi (chinesisch 星湖台地 ‚Sternensee-Tafelberg‘) ist ein 53 m hoher, tafelbergartiger Hügel an der Ingrid-Christensen-Küste des ostantarktischen Prinzessin-Elisabeth-Lands. Er ragt nordnordöstlich der indischen Bharati-Station auf der Halbinsel Haizhu Bandao in den Larsemann Hills auf. Sein Gipfelplateau kennzeichnen eine Reihe kleiner Süßwassertümpel.
Chinesische Wissenschaftler benannten ihn 1993 im Zuge von Vermessungs- und Kartierungsarbeiten.